# لی هانگ-نا
لی هانگ-نا (کره‌ای: 이항나؛ زادهٔ ۲۲ قوریه ۱۹۶۹) بازیگر، مدل، کارگردان و پروفسور اهل کره جنوبی است. او به خاطر ایفای نقش در درام‌هایی همچون وینچنزو و سگ سیاه شناخته می‌شود. او همچنین در فیلم‌های انگشت ششم، زمان شکار و خواب طلایی نیز حضور پیدا کرده‌است.

## فیلم‌شناسی

### مجموعه‌های تلویزیونی
| سال  | عنوان                | نقش           | شبکه     | منابع  |
| ---- | -------------------- | ------------- | -------- | ------ |
| ۲۰۰۱ | هنوز عشق             | مادر بیونگ-هو | اس‌بی‌اس   | [ ۴ ]  |
| ۲۰۰۸ | راز جزیره کو کو      | همسر رئیس     | ام‌بی‌سی   | [ ۵ ]  |
| ۲۰۱۵ | مجلس ملی             | کیم گیونگ-آه  | کی‌بی‌اس۲  | [ ۶ ]  |
| ۲۰۱۵ | درام ویژه: ماه زرشکی | ملکه سون-هی   | کی‌بی‌اس۲  | [ ۷ ]  |
| ۲۰۱۶ | شروع دوباره          | سونگ جی-سوک   | ام‌بی‌سی   | [ ۸ ]  |
| ۲۰۱۷ | خواهر شوهرها         | جونگ یون-هی   | ام‌بی‌سی   | [ ۹ ]  |
| ۲۰۱۷ | قویترین پیک          | مادر هیون-سو  | کی‌بی‌اس۲  | [ ۱۰ ] |
| ۲۰۱۷ | گل پول               | هان اون-شیم   | ام‌بی‌سی   | [ ۱۱ ] |
| ۲۰۱۹ | [باد می‌وزد           | کیم هی-اون    | جی‌تی‌بی‌سی | [ ۱۲ ] |
| ۲۰۱۹ | همه چیز و هیچ چیز    | لی هه-یونگ    | اس‌بی‌اس   | [ ۱۳ ] |
| ۲۰۱۹ | سگ سیاه              | سونگ یونگ-سوک | تی‌وی‌ان   | [ ۱۴ ] |
| ۲۰۲۰ | قطار                 | اوه می-سوک    | اوسی‌ان   | [ ۱۵ ] |
| ۲۰۲۱ | وینچنزو              | کواک هی-سو    | نتفلیکس  | [ ۱۶ ] |